# Valentino Corvino
Valentino Corvino (Foggia, 6 dicembre 1970) è un musicista, direttore d'orchestra, compositore violinista italiano.

## Biografia
Si è diplomato in Violino (1992), Viola (1998) e Musica Elettronica (1999) presso i conservatori "U. Giordano" di Foggia e "G.B. Martini" di Bologna.
Si è laureato con lode in "Discipline delle Arti, della Musica e dello Spettacolo" all'Università degli Studi di Bologna nel 2000, relatore Gianni Zanarini, con la tesi “Verso il suono complesso: l'esperienza del Gruppo Itinéraire negli anni '70".” Si specializza nell'interpretazione del repertorio violinistico e cameristico con Dean Bogdanovich, Pasquale e Riccardo Pellegrino, Mariana Sirbu, Bruno Canino.
Ha ricevuto il Diploma Master (Menzione d'onore) in Direzione d'orchestra presso l'Accademia Pianistica Internazionale "Incontri col maestro" di Imola.
È tuttora assistente del Maestro Marco Boni di Direzione d’Orchestra presso la stessa Accademia di Imola.
Ha diretto l'Orchestra del Teatro Comunale di Bologna, l’Orchestra del Teatro Regio di Torino, l’Orchestra del Teatro Massimo di Palermo,  l'Orchestra "A. Toscanini" di Parma, l'Orquesta Chamartin di Madrid, la Filarmonica “Bruno Bartoletti”, l'Orchestra da Camera di Imola, l'Orchestra del Teatro di Volterra, e gli artisti The Swingle Singers, Oleksandr Semchuk, Moni Ovadia, Ben Harper, Francesco Renga, Jovanotti, Ennio Fantastichini, Ksenia Milas.
Dal 2017 è titolare dell’Ufficio Servizi Musicali per il Territorio della Fondazione Teatro Comunale di Bologna, per la quale coordina le attività artistiche collaterali e quelle di formazione e divulgazione per il pubblico e per gli studenti.
È stato membro stabile dell'Orchestra del Teatro Comunale di Bologna dal 1997 al 2016. Si è esibito in tutto il mondo con la stessa Orchestra del Teatro Comunale e con ensemble molto importanti, come MusikFabrik, AlterEgo, Orchestra da Camera di Bologna, Solisti Aquilani, Solisti Dauni, Officina Musicale.
È cofondatore del celebre Arkè String Quartet, che in dal 1996 ad oggi ha collaborato con Antonella Ruggiero, Trilok Gurtu, Josè Cura, Lucio Dalla, Stefano Bollani, Gabriele Mirabassi, Samuele Bersani, Petra Magoni, Caito Marcondes.
È primo violino del FontanaMix Ensemble, gruppo di compositori ed esecutori fondato a Bologna nel 2001, con cui si è esibito come solista e primo violino in tutta Europa.
Ha suonato come solista e primo violino nei dischi dei più grandi artisti italiani: Mina, Fossati, Vasco Rossi, Francesco Guccini, Adriano Celentano, Morgan, Lucio Dalla, Gianni Morandi, Samuele Bersani, Francesco Renga, Angelo Branduardi, Irene Grandi, Emma Marrone, Alessandra Amoroso, Il Volo e molti altri.

## Opere
Dopo aver composto diversi brani per quartetto d'archi e per elettronica, nel 2004 scrive le musiche del progetto teatrale "Variazioni sul cielo" con Margherita Hack, che viene replicato oltre 70 volte in tutta Italia.
Dal 2004 ad oggi ha composto le musiche per 18 produzioni teatrali, 2 balletti e 3 film. Gli spettacoli con musiche di Valentino Corvino sono stati eseguiti in circa 600 repliche in Italia, Spagna, Belgio, Inghilterra e Svizzera. Ha scritto le musiche per spettacoli con intellettuali ed artisti come Vittorio Sgarbi ("Caravaggio", “Michelangelo”, “Leonardo” e “Raffaello”, per oltre 300 repliche), Corrado Augias ("Le Fiamme e la Ragione", "Processo a Cavour", "Ecce Homo"), Marco Travaglio ("Promemoria", "Anestesia Totale", "E' Stato la Mafia"), Moni Ovadia ("Kavanàh"), Don Andrea Gallo ("Io non taccio"), Piergiorgio Odifreddi ("Matematico e Impertinente"), Oliviero Beha ("Volevo essere Pasolini") e tanti altri.
Il docufilm "È stato morto un ragazzo" ha vinto il David di Donatello ed il BariFilmFest nel 2011.
Nel 2012 ha prodotto il cd "Anestesia Totale", in cui le canzoni di Corvino sono state interpretate da Lucio Dalla, Franco Battiato, Antonella Ruggiero, Caparezza, Simone Cristicchi, Daniele Silvestri, Luca Madonia, Petra Magoni, Nabil Salameh, Marco Alemanno, Isabella Ferrari.
Nel 2015 ha composto le musiche del film "Nomi e Cognomi" con Enrico Lo Verso e Maria Grazia Cucinotta.
Nel 2017 ha composto l’opera balletto “Il viaggio della Pigotta”, commissionata da Unicef ed eseguita e danzata da 200 giovani artisti.
Nel 2018 ha composto il musical per famiglie “Favole al telefono”, su testi di Rodari e per la regia di Raffaele Latagliata, tuttora in tournée in tutta Italia.
Nel 2019 ha composto e diretto l’opera buffa “Mettici il cuore”, che ha debuttato presso il Teatro Coccia di Novara con in scena lo chef Antonino Cannavacciuolo.
Ha scritto arrangiamenti ed orchestrazioni in ambito pop e classico per Antonella Ruggiero, Morgan, Tosca, Josè Cura, Samuele Bersani, Erica Mou, Roberta Giallo e molti altri.